# Museo dell'arte ceramica
Il Museo dell'arte ceramica si trova ad Ascoli Piceno, nel suggestivo chiostro dell'ex convento della chiesa romanica di San Tommaso che si affaccia sull'omonima piazza. Fu inaugurato il 1º giugno 2007.

## Collezioni
Il museo è composto da ricche collezioni, concessi in deposito dalla Fondazione Carisap e dalla famiglia Matricardi. Dispone inoltre di un attrezzatissimo laboratorio corredato di tornio e forni.
Articolato in cinque sezioni, conserva le ceramiche dell'antica tradizione ascolana, dai bacini in maiolica arcaica risalenti al XV secolo fino alle produzioni del XX secolo: vasi, piatti, urne, caffetterie, tazze realizzate nell’ottocento dalla manifattura Paci e quelle della prima metà del novecento dalle manifatture Matricardi e Fama.
Tra le sezioni con maggior valore artistico c'è quella dedicata al legato di Antonio Ceci, medico e collezionista ascolano, donata al Comune di Ascoli Piceno nel 1920, dove sono conservati oggetti delle manifatture di Castelli, Deruta, Faenza, Montelupo Fiorentino, Savona e Genova e quella di notevole importanza, dedicata alla serie di mattonelle dipinte dai maggiori artisti castellani Francesco e Carlo Antonio Grue e Bernardino Gentili, provenienti dal convento ascolano di Sant’Angelo Magno.
Tra le mostre temporanee ricordiamo Con il fuoco e con la Terra, l’Arte della maiolica ad Ascoli Piceno dal XV secolo a oggi (2009) che celebrò la produzione della ceramica ascolana dalla fine trecento fino ai giorni nostri, inclusa un'ampia parte dedicata ai ceramisti attualmente attivi sul territorio.